# Brachistosternus zambrunoi
Espèce
Brachistosternus zambrunoi est une espèce de scorpions de la famille des Bothriuridae.

## Distribution
Cette espèce est endémique d'Argentine. Elle se rencontre dans les provinces de Salta et de Catamarca entre 1 500 et 2 000 m d'altitude.

## Description
Le mâle holotype mesure 41,06 mm et la femelle paratype 37,41 mm, les mâles mesurent de 41 à 54 mm et les femelles de 37 à 50 mm.

## Étymologie
Cette espèce est nommée en l'honneur de Mario Zambruno.

## Publication originale
- Ojanguren Affilastro, 2002 : Brachistosternus (Leptosternus) zambrunoi, una nueva especie del noroeste argentino (Scorpiones, Bothriuridae). Revista Ibérica de Aracnología, vol. 5, p. 33–38 (texte intégral).